# Taylor Davis
Pour les articles homonymes, voir Davis.
Taylor Davis (né le 28 novembre 1989 à Tampa, Floride, États-Unis) est un receveur des Cubs de Chicago de la Ligue majeure de baseball.

## Carrière
Taylor Davis est choisi par les Marlins de la Floride au 49e tour de sélection du repêchage amateur de 2008, mais ne signe pas de contrat et s'inscrit à l'université d'État de Morehead, où il joue au poste de receveur pour l'équipe de baseball des Eagles. Il n'est pas repêché une seconde fois à sa sortie de l'université, mais il signe un contrat des ligues mineures avec les Cubs de Chicago de la Ligue majeure de baseball le 11 juillet 2011. 
Davis amorce sa carrière professionnelle en ligues mineures avec des clubs affiliés des Cubs en 2011. En plus de sa position de receveur, il joue aussi à l'occasion aux premier but et troisième but, et en 2017 les Cubs de l'Iowa l'utilisent parfois comme frappeur désigné.
En 2017, Davis devient une sensation Internet lorsque le club mineur pour lequel il joue, les Cubs de l'Iowa, produit un montage vidéo composée de scènes où on le voit s'amuser à repérer puis fixer intensément les caméras placées un peu partout autour du terrain, le tout accompagné de la chanson Can't Take My Eyes Off You de Frankie Valli,.
Taylor Davis fait ses débuts dans le baseball majeur à l'âge de 27 ans le 8 septembre 2017 avec les Cubs de Chicago comme frappeur suppléant face aux Brewers de Milwaukee